# Mungo
Ein Mungo ist ein kleines Raubtier mit schlankem Körper und kurzen Gliedmaßen, das zur Familie der Mangusten gehört.
Es gibt zwei Arten aus der Gattung Herpestes:
- Indischer Mungo (Herpestes edwardsii)
- Kleiner Mungo (Herpestes javanicus)

Darüber hinaus besteht in der Familie die Gattung Mungos. Zu dieser Gruppe zählt die Zebramanguste (Mungos mungo), woher möglicherweise die Bezeichnung „gestreifter Mungo“ stammt.

## Namensgebung
Die Bezeichnung Mungo ist eine Verkürzung von Manguste und letztlich dravidischen Ursprungs.

## Beschreibung

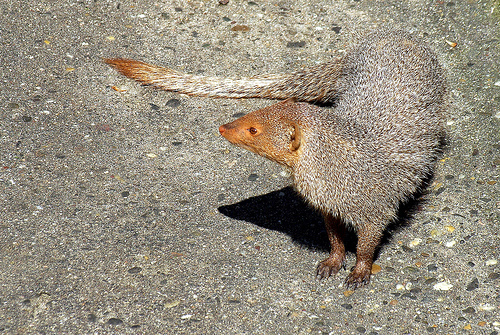
Indischer Mungo (Herpestes edwardsii)

Mungos haben einen langgestreckten, schlanken Körper mit kurzen Gliedmaßen. Ihr Fell ist meist gräulich oder bräunlich gefärbt, die Beine und die Schwanzspitze können etwas dunkler sein. Ihre Kopfrumpflänge variiert zwischen 25 und 45 Zentimeter und ihr Gewicht zwischen 0,4 und 1,7 Kilogramm.
Im Gegensatz zu den meisten anderen Mangustenarten leben Mungos in Asien, wo sich ihr ursprüngliches Verbreitungsgebiet von der Arabischen Halbinsel bis Java erstreckt. Aus Gründen der Schädlingsbekämpfung wurden sie in zahlreichen Regionen eingeführt, darunter den Karibischen Inseln, mehreren Pazifik-Inseln, Mauritius, Réunion, den japanischen Ryūkyū-Inseln sowie im mittleren Italien und auf einigen kroatischen Inseln.
Mungos sind tagaktive Tiere, die normalerweise als Einzelgänger leben, manchmal aber auch als lose Familienverbände zusammenbleiben. Am Tage verlassen sie ihre Höhlen und suchen nach Nahrung. Sie ernähren sich unter anderem von kleinen Wirbeltieren, Insekten, Skorpionen und anderen Wirbellosen, aber auch von Früchten.
Für genauere biologische Beschreibungen siehe die beiden Artartikel Indischer Mungo und Kleiner Mungo.

## Mungos und Menschen
Im deutschsprachigen Raum bekannt geworden ist der Mungo durch eine Erzählung von Rudyard Kipling, die Bestandteil seines Dschungelbuchs ist und von Rikki-tikki-tavi, dem tapferen Mungo, handelt.
Alte Sanskrit-Texte (z. B. das Mahabharata und das Panchatantra) enthalten Schilderungen von Kämpfen des Mungos gegen die Kobra. Der Mungo tritt in indischen Fabeln als Beschützer der Menschheit auf, die er vor Angriffen von Schlangen beschützt. Tatsächlich erlegt der Mungo eine Kobra nicht sofort, sondern meistens erst nach einem minutenlangen Kampf. Allerdings ist er nicht immun gegen das Schlangengift. Wegen seiner Schnelligkeit ist ein solcher Kampf für den Mungo mit einem geringen Risiko verbunden. Er lässt die Kobra mehrfach zustoßen, weicht jedes Mal aus, bis letztlich die Schlange so ermüdet ist, dass sie sich leicht töten lässt. Wird ein Mungo in einem solchen Kampf doch einmal gebissen, durchdringt die Kobra mit ihren kurzen Giftzähnen oftmals nicht sein dichtes, buschiges Fell.